# 勇気100%/世界がひとつになるまで
「勇気100%／世界がひとつになるまで」（ゆうきひゃくパーセント／せかいがひとつになるまで）は、Ya-Ya-yahのデビューシングル。2002年5月15日にポニーキャニオンから発売された。

## 概要
歌唱メンバーは薮宏太（現Hey! Say! JUMP）・赤間直哉・鮎川太陽・山下翔央・星野正樹の5人。平均年齢11.5歳（当時）の若手ユニットである。両A面での発売となる。
表題曲は、NHK教育テレビアニメ『忍たま乱太郎』オープニングテーマとエンディングテーマである。
収録曲の2曲とも、2022年10月26日発売のコンピレーション・アルバム『忍たま乱太郎 30 years anniversary THE BEST SONGS』に収録された。

## 収録内容
| 全作詞: 松井五郎、全作曲・編曲: 馬飼野康二。 |                                                   |          |            |      |
| #                                            | タイトル                                          | 作詞     | 作曲・編曲 | 時間 |
| 1.                                           | 「勇気100% (2002)」                               | 松井五郎 | 馬飼野康二 | 3:56 |
| 2.                                           | 「世界がひとつになるまで」                        | 松井五郎 | 馬飼野康二 | 4:35 |
| 3.                                           | 「勇気100% (2002) (オリジナル・カラオケ)」        | 松井五郎 | 馬飼野康二 | 3:56 |
| 4.                                           | 「世界がひとつになるまで (オリジナル・カラオケ)」 | 松井五郎 | 馬飼野康二 | 4:33 |
| 合計時間:                                    | 合計時間:                                         | 17:00    |            |      |

## 楽曲解説
1. 勇気100%（2002）
  - NHK教育テレビアニメ『忍たま乱太郎』オープニングテーマ（第10～16シリーズ・2002年度～2008年度放送）
  - 光GENJIの楽曲「勇気100%」のカバー。
  - 原曲とはキーが異なる。また、アレンジも大幅に変更された。当初から第15シリーズ(2007年度)までのアニメーションは、3DCGで描かれた乱太郎たちが登場するほか、前期までのアニメーションに登場した「山田伝蔵の顔が回転し女装した顔に変化するシーン」もCGによってリメイクされ、引き続き登場している。第16シリーズ(2008年度)は同年からハイビジョン制作に移行したため、映像が変更された。なお、この映像は、NYC版(第18～19シリーズ・2010～2011年度放送)まで、マイナーチェンジをしながら使いまわされた。この映像から「山田の顔が回転し女装した顔に変化するシーン」は廃止されたが、山田の女装シーン自体が登場することは現在まで踏襲されている。当初から第15シリーズまでのものは映像ソフト未収録であるが、第16シリーズのものはDVDに収録されている[注 1]。第10期49話「スランプ脱出の段」及び第11期57話「うなぎ屋開店の段」では挿入歌として使用された。
2. 世界がひとつになるまで
  - NHK教育テレビアニメ『忍たま乱太郎』エンディングテーマ（第10・11シリーズ・2002〜2003年度放送）
  - 1994年12月8日にポニーキャニオンから発売された『忍たま乱太郎 オリジナル・サウンドトラック』収録の忍たまファミリー[1]の楽曲のカバー。
  - アニメーションは、乱太郎、きり丸、しんべヱが、たくさんの動物たちと触れ合う映像(乱太郎は鹿、きり丸は鶴、しんべヱは鯨の着ぐるみを着ている)。EDとしては珍しく、乱太郎、きり丸、しんべヱ以外の人物が登場しない。TVサイズのアウトロ部分はそれ独自のものに差し替えられる。このEDから映像が完全デジタル化となった。金曜日の放送のみ2番の歌詞が使用され、Ya-Ya-yahのメンバーによる手話の映像が登場するほか、CGで描かれた乱太郎たちも登場する。通常のTVサイズとは異なり、アウトロ部分は差し替えられず、間奏のフェードアウトで締めくくられる。イラスト紹介はなし。Ya-Ya-yahは本EDのクレジットでは「YA-YA-yah」と表記されていた。映像ソフト未収録。

## 「世界がひとつになるまで」のカバー
- タンポポ児童合唱団（2004年発売『想い出がいっぱい 〜旅立ちの日に3〜』（キング KICS-1063）に収録。